# Fjordlandi pingvin
A fjordlandi pingvin vagy szélescsőrű pingvin (Eudyptes pachyrhynchus) a madarak (Aves) osztályának pingvinalakúak (Sphenisciformes) rendjébe, ezen belül a pingvinfélék (Spheniscidae) családjába és a Spheniscinae alcsaládjába tartozó faj. Maori neve „tawaki”.

## Előfordulása
Az Antarktiszon, Argentína, Ausztrália  és Új-Zéland partjainál és a környező szigeteken fészkel.

## Megjelenése
Testhossza 40–60 centiméter, testtömege 3-4 kilogramm. Feje, háta és szárnyai sötétkék színűek, hasa fehér. Fején sárga bóbitát visel, csőre a többi pingvinhez képest széles.

## Életmódja
Hallal, krillel, planktonokkal, tintahallal táplálkoznak, élelmüket a tengerből szerzik.

## Szaporodása
A hím trombitaszerű hanggal hívogatja a tojót, az udvarlás bólogatással és a fejük összedörzsölésével folytatódik. A párválasztás gyakran egy életre szól. A hím madár júliusban kezdi el építeni a fészket, melyet gyakran fák törzsébe, vagy egy kiemelkedésre rak, hogy megvédje az esőzésektől. Fészekalja két tojásból áll, a második nagyobb és fejlettebb, általában csak ezt tudják felneveli, az első csak amolyan biztonsági tartalék. A költő párnak egy tenyérnyi helyen a toll kihullik és ezzel melegítik a tojásokat és a kikelt fiókákat. A tojások lerakása után a tojó visszatér a tengerbe, addig a hím kotlik, közben testsúlyának akár 25%-át is elveszítheti, mire a tojó visszatér. A fiókát november végére nevelik fel.